# Martin Bagge
Martin Bagge, född 29 november 1958 i Mölnlycke, är en svensk sångare, musiker, kompositör och arrangör.
Martin Bagge är utbildad vid Musikhögskolan vid Göteborgs universitet. Som vissångare är han specialiserad på äldre svenska visdiktare som Carl Michael Bellman, Olof von Dalin och Lasse Lucidor, men har också tonsatt lyrik av bland andra Harry Martinson och Elisabet Hermodsson. Han framträder också med Bellmansånger utomlands, till exempel i Tyskland och Danmark. Som körkompositör har han uppmärksammats för tonsättningar av Federico García Lorcas och Ebba Lindqvists lyrik. 
Tillsammans med litteraturvetaren David Anthin har han under somrarna 2015, 2017-2019 genomfört fyra seglatser med kostern "Flory" på västkusten och vid olika strandhugg framfört sånger och visor av Evert Taube i ett program kallat "På kryss med Taube". Detta program har även framförts under en vecka i november 2020 som lunchteater vid Göteborgs stadsteater.
Martin Bagge har samarbetat med musiker som Alf Hambe, Lars Jansson, Lars Danielsson, Dan Berglund och Cajsa Román.

## Priser och utmärkelser
- 2001 – Invald i Svenska Visakademien[5][6]
- 2001 – Sten A Olssons kulturstipendium[7]
- 2001 – Hambestipendiet[8]
- 2009 – Svenska Vispriset[9]
- 2019 – Hedersdoktor vid Göteborgs universitet[10]

## Diskografi
- 1984 – Så drivs vi
- 1986 – Till ett barn, en vind, ett träd
- 1989 – Kärlek och Bacchus
- 1992 – Om sommaren
- 1993 – Blåsen nu alla
- 1995–97 – Fredmans Epistlar och Sånger (cd-boxar)
- 1997 – Kom fria sinnen hit
- 1998 – Martin Bagge gör Carl Michael Bellman levande: 'Upptåger' från ungdomsåren
- 1999 – Till Isagel
- 2000 – Till Undrans land
- 2001 – Fredmans Epistlar och Sånger
- 2002 – Fredmans Episteln und Gesänge
- 2002 – Fredman's Epistles and Songs
- 2005 – Wärldslige och Andelige Sånger
- 2007 – ...vid denna strand, vid detta hav, vid detta vatten
- 2012 – Ack, libertas! – wisor av Lars Wivallius
- 2014 – Vägen ut (med Trio Isagel)